# Contarinia picridis
Contarinia picridis är en tvåvingeart som först beskrevs av Jean-Jacques Kieffer 1913.  Contarinia picridis ingår i släktet Contarinia och familjen gallmyggor. Inga underarter finns listade i Catalogue of Life.